# 2001년 LG 트윈스 시즌
2001년 LG 트윈스 시즌은 LG 트윈스가 KBO 리그에 참가한 12번째 시즌으로, MBC 청룡 시절까지 합하면 20번째 시즌이다. 한편, 이광은 감독이 옛 스승 김동엽 감독 스타일(스파르타식 훈련)을 길들이다가 반발이 작용했으며 이 과정에서 최고참 김용수가 이광은 감독과 선수단 장악 문제를 놓고 불화를 빚어 전년도 시즌 후 은퇴식 없이 옷을 벗었으며 에이스 최향남이 전년도 말 어깨수술을 한 탓인지 2001년 3경기에서 1패 1홀드에 머물렀다.
그 결과  투수진이 붕괴되며 시즌 초반 9승 25패를 기록하자 이광은 감독이  5월 15일 성적 부진 때문에 당시 수석코치로 올라와 있었던 김성근에게 대행을 넘기고 물러났으며 김성근 대행은 시즌 후 정식 감독으로 승격했는데 이광은 감독이 그랬던 것처럼 스파르타식 훈련을 중시하는 스타일이라 프런트와 럭키회 등에서 이광은 김성근 두 감독에 대한 반감이 심해지기도 했다. 
결국  팀은 치열한 순위 싸움 끝에 8팀 중 정규시즌 6위에 그쳐 포스트시즌 진출에 실패했으나 4위 한화 이글스와는 단 1경기 차이였다.

## 타이틀
- 야구 월드컵 국가대표: 신윤호, 이동현, 이병규
- KBO 골든글러브: 신윤호 (투수), 이병규 (외야수), 양준혁 (지명타자)
- KBO 사랑의 골든글러브: 이병규
- 올드 올스타: 이광은 (3루수), 김일권 (외야수), 백인천 (지명타자)
- 올스타 선발: 류지현 (유격수), 이병규 (외야수), 김재현 (외야수), 양준혁 (지명타자)
- 올스타전 추천선수: 신윤호
- 올스타전 홈런더비 우승: 양준혁
- 동아닷컴 선정 역대 프로야구 포지션별 베스트 10: 이병규 (외야수 2위)
- 컴투스프로야구2013 레전드 카드: 김재현
- 컴투스프로야구 주요 FA 라인업: 양준혁 (지명타자)
- 출장(타자): 이병규 (133)
- 출장(야수): 이병규 (133)
- 선발경기(야수): 이병규 (131)
- 타석: 이병규 (607)
- 실질타석: 이병규 (597)
- 타수: 이병규 (542)
- 득점: 이병규 (107)
- 안타: 이병규 (167)
- 희생타: 류지현 (30)
- 타율: 양준혁 (0.355)
- 마무리등판: 신윤호 (52)
- 다승: 신윤호 (15)
- 승률: 신윤호 (0.714)
- 세이브포인트: 신윤호 (32)
- 수비이닝: 이병규 (1149.1)
- 어시스트: 류지현 (402)
- 병살 처리: 서용빈 (93)

### 퓨처스리그
- 북부리그 세이브: 박철홍 (4)

## 선수단
- 선발투수: 해리거, 발데스, 린튼, 이동현, 장문석, 안병원
- 구원투수: 경헌호, 유현승, 김민기, 김혁섭, 박용진, 최향남, 최창호, 최원호, 김경태, 박재형, 차명석, 류택현, 전승남, 이승호
- 마무리투수: 신윤호, 김상태, 방동민, 박철홍
- 포수: 조인성, 김정민, 장재중
- 1루수: 서용빈, 로마이어, 허문회
- 2루수: 손지환, 한규식, 윤현식, 이종열
- 유격수: 류지현
- 3루수: 권용관, 안재만, 홍현우, 안상준
- 좌익수: 김재현
- 중견수: 이병규
- 우익수: 박연수, 심성보, 김재학, 최만호, 최경환, 강민규
- 지명타자: 양준혁, 최동수, 최길성, 조재영, 임노병, 정현택, 김현민

## 특이 사항
- 양준혁은 올스타전에서 도루 3개를 기록하여 KBO 올스타전 사상 최다 도루 기록을 세웠다.
- 이 시즌에 투수 신윤호는 총 19번의 고의4구를 기록했다. 이는 KBO 역사상 최다 기록이다.
- 신윤호는 총 4번 선발 등판하며 규정 이닝도 채웠지만 선발 패는 한 번도 당하지 않아 KBO 리그 역대 규정 이닝을 채운 투수 중 단일 시즌 0 선발 패 선수 중에서는 최다 선발 등판 기록을 보유하고 있다.
- 이병규는 WAA 2.023을 기록해 역대 외야수 단일 시즌 평균 대비 수비 승리 기여도 1위를 기록했다.
- 8월 11일 KIA 타이거즈와의 경기에서 팀은 8회말 무려 18명의 타자가 타석을 소화하여 KBO 리그 사상 최초의 타자이순을 기록했다.
- 차명석은 이 시즌을 끝으로 은퇴하여, KBO 리그 역대 주포지션이 투수였던 선수 중 통산 최다 희생타(1) 기록을 세웠다.
- 장재중은 WAR -1.30으로, MBC 청룡 시절을 제외하면 구단 사상 단일 시즌 최저 WAR 기록 보유자다.
- 박종호와 이종열은 KBO 리그 사상 최초로 통산 3000타석을 달성한 스위치 타자가 되었다.
- 신윤호는 원정 경기 13개의 고의4구를 허용하여 KBO 리그 역대 단일 시즌 원정 경기 최다 기록을 세웠다.